# Бюльбюль червоноокий
Бюльбю́ль червоноокий (Pycnonotus nigricans) — вид горобцеподібних птахів родини бюльбюлевих (Pycnonotidae). Мешкає в Південній Африці.

## Підвиди
Виділяють два підвиди:

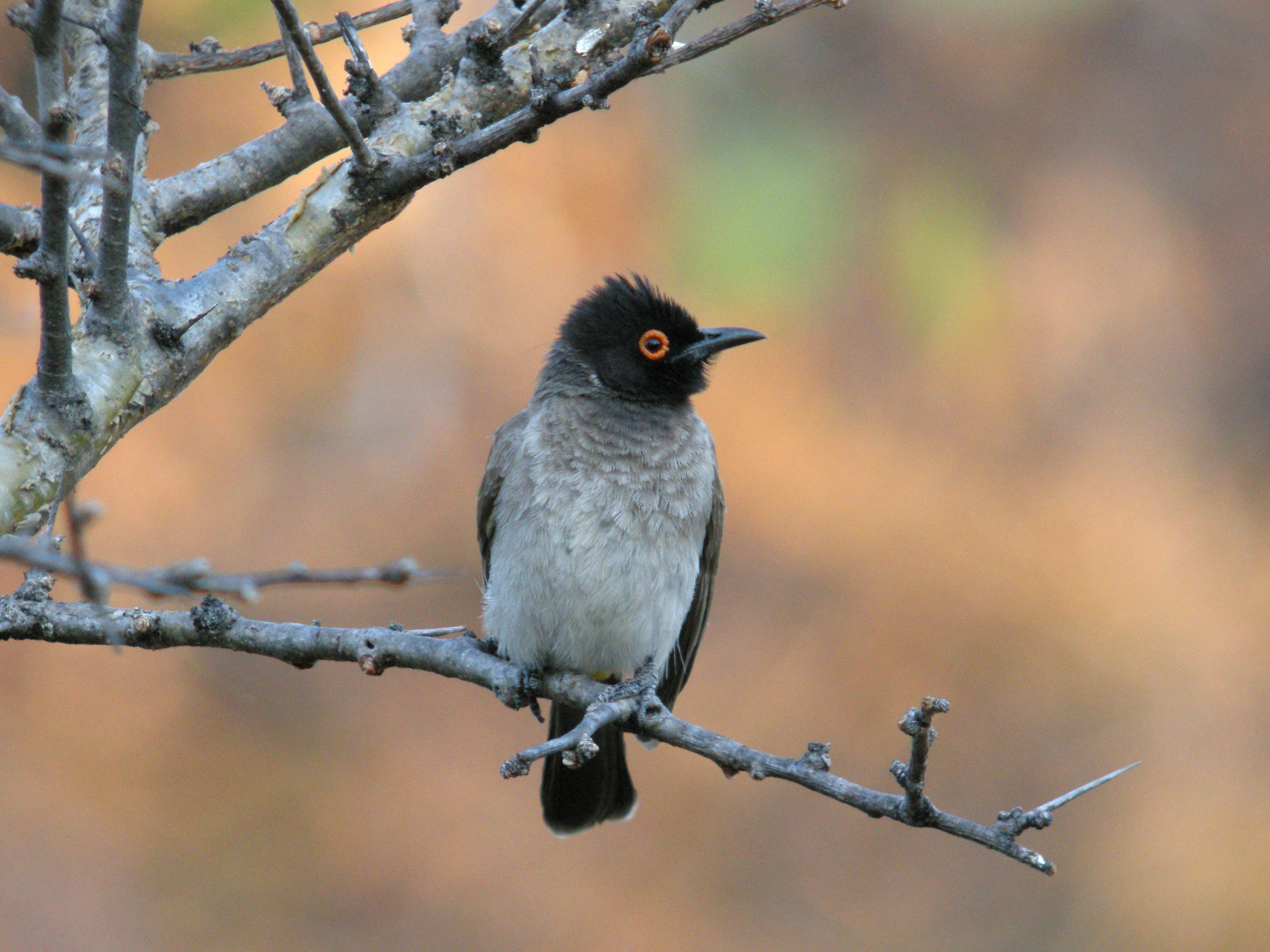
Червоноокий бюльбюль (Національний парк Етоша)

- P. n. nigricans (Vieillot, 1818) — південно-західна Ангола, Намібія, Ботсвана і західні райони ПАР;
- P. n. superior Clancey, 1959 — центральній райони ПАР і Лесото.

## Поширення і екологія
Червоноокі бюльбюлі мешкають в Анголі, Намібії, Ботсвані, Замбії, Зімбабве, Південно-Африканській Республіці і Лесото. Вони живуть в сухих саванах і чагарникових заростях, в прибережних заростях і садах. Живляться плодами, квітками, нектаром і комахами.